# Guan Hanqing
Pour les articles homonymes, voir Guan.
Dans ce nom, le nom de famille, Guan, précède le nom personnel.
Œuvres principales
Le Ressentiment de Dou E
Guan Hanqing (chinois traditionnel 關漢卿, chinois simplifié 关汉卿, Wade-Giles Kuan Han-ch'ing, EFEO Kouan Han-k'ing), né vers 1230-1240, mort vers 1320, est un dramaturge chinois de la dynastie des Yuan.
Surnommé le « Shakespeare chinois », sa vie est aussi mal connue que celle de son homologue européen. Il est l'auteur de pièces de genres très variés, toutes dans le style zaju. Il y fait une large place aux personnages féminins et aux réalités sociales. La plus connue est Le Ressentiment de Dou E, un drame judiciaire.

## Biographie
On sait peu de chose de la vie de Guan Hanqing. Il est né à Dadu (le nom de Pékin sous la dynastie Yuan) vers 1230-1240. On exerçait la médecine dans sa famille et lui-même aurait exercé cette profession. Il ne semble pas avoir occupé de poste officiel. Il était très proche du milieu du théâtre. Il fréquentait d'autres dramaturges et a été lié à une célèbre actrice, Zhu Lianxiu, à laquelle il a dédié une suite d'airs. Il aurait été directeur de troupes et même acteur. Il a aussi fait partie d'une société littéraire, la Société Yujing, dont les membres écrivaient livrets pour les acteurs et récits pour les conteurs. En plus de ses pièces, il est l'auteur de poèmes, isolés ou sous forme de suites. Dans un de ses poèmes, il se compare à un petit pois de cuivre, « dur à cuire » et « increvable », et proclame qu'il ne pliera jamais, quels que soient les coups du sort.

## Œuvres
Guan Hanqing a rapidement été considéré comme l'un des plus grands dramaturges. Le premier traité sur le théâtre chinois, Le Registre des spectres de Zhong Sicheng, le classe déjà à la première place. Son style mêle dans ses airs allusions littéraires et langue parlée. Il a été considéré comme exemplaire de l'« École de la couleur naturelle » (Bense pai), en opposition au caractère plus raffiné du style d'autres auteurs, tels Bai Pu ou Wang Shifu,.
Sur les soixante-sept pièces qui lui sont attribuées, dix-huit, plus ou moins complètes, ont été conservées. Le Ressentiment de Dou E, sa pièce la plus connue, est une pièce judiciaire et raconte l'histoire tragique d'une jeune veuve injustement condamnée à mort, sous la dynastie Han. Douze des pièces de Guan Hanqing ont pour principal personnage une figure féminine, souvent d'un rang modeste et victime d'injustices. Conformément aux conventions du zaju, ce sont elles qui sont chargées de toutes les parties chantées. Sauvée de la déchéance (Jiu fengchen) met en scène une femme que son amant oblige à se prostituer. La pièce est une comédie, et la jeune femme est sauvée de la déchéance grâce à la machination d'une collègue. Dans Le Kiosque sur le fleuve, une jeune veuve remariée est convoitée par un personnage haut placé. La violence des relations sociales illustre celle de la société de son temps, et la critique en Chine ne s'est pas privée de voir en Guan Hanqing un nationaliste et un défenseur de la justice sociale. Si le point de vue peut être exagéré, Guan Hanqing n'en fait pas moins une large place au thème de la justice, thème par ailleurs habituel dans le théâtre chinois, ainsi qu'aux réalités sociales,.
Outre Le Ressentiment de Dou E, d'autres pièces judiciaires sont l'œuvre de Guan Hanqing. Elles mettent en scène le fameux juge Bao. Dans Lu Zhailang, le juge n'hésite pas à produire un faux document pour faire condamner le personnage qui donne son nom à la pièce, coupable d'avoir enlevé les épouses de deux autres personnages. Dans Le Rêve aux papillons, c'est encore grâce à un subterfuge que le juge Bao sauve la vie d'un jeune homme qui, aidé de ses deux frères, a vengé leur père en tuant son assassin. Un voleur de chevaux est exécuté à sa place,.
Deux pièces de Guan Hanqing relèvent par ailleurs du genre historique et leur intrigue se déroule durant la période troublée des Trois Royaumes. Dans La Rencontre muni d'une simple hallebarde (Dandao hui), Guan Yu, armé de sa seule hallebarde et accompagné de son seul serviteur, se sort d'une rencontre périlleuse grâce à sa hardiesse. L'intensité du sujet est accentué par le fait que le personnage principal, Guan Yu, n'apparaît qu'au troisième acte. On peut voir dans cette pièce là encore des intentions patriotiques, mais Guan Hanqing a aussi célébré la dynastie mongole dans certains de ses airs. Dandao hui et Le Ressentiment de Dou E sont les deux seules pièces de Guan Hanqing continûment mises en scène depuis sept siècles,.
D'autres pièces sont moins marquantes, comme Dame Chen fait la leçon a ses fils (Chen mu jiaozi), qui vante les mérites de l'étude des classiques confucéens.
La pièce Le Kiosque de la prière à la lune (Baiyue ting) ne nous est pas parvenue en entier. Il en existe une version sous la forme d'un chuanqi, attribué à Shi Hui, La Prière à la lune (Baiyue ji).

## Liste des pièces
- Le Rêve aux papillons (Hudie meng)
- Lu Zhailang
- Le Ressentiment de Dou E (Dou E yuan)
- Sauvée de la déchéance (Jiu fengchen)
- La Rencontre muni d'une simple hallebarde (Dandao hui)
- Dame Chen fait la leçon à ses fils (Chen mu jiaozi)
- Le Kiosque sur le fleuve (Wangjiang ting)
- Le Kiosque de la prière à la lune (Baiyue ting), incomplète
- L'Étang au fil d'or (Jinxian chi)
- Xie Tianxiang
- Le Socle du miroir au jade (Yijing tai)
- Xi shu meng

## Commémoration
À l'initiative du Congrès mondial de la paix, Guan Hanqing a été commémoré dans le monde entier en 1958. Ont eu lieu à cette occasion colloques, éditions, enregistrements et autres manifestations. En Chine, plus de mille cinq cents troupes ont alors joué ses œuvres dans plus d'une centaine de genres dramatiques différents. Le dramaturge Tian Han a en outre écrit une pièce consacrée à Guan Hanqing.
En 1979, l'un des cratères de Mercure a reçu son nom, Kuan Han-Ch'ing.

## Traductions
Théâtre :
- (en) Selected Plays of Guan Hanqing, trad. Yang Hsien-yi et Gladys Yang, Shanghai, New Art and Literature Publishing House, 1958, rééd. Beijing, Foreign Languages Press, 1958
- « Cinq pièces de Guan Hanqing », Théâtre/Public, cahier coordonné et présenté par Michèle Raoul-Davis, nos  186-187, 2007  — retraduction depuis les traductions en anglais de Gladys Yang et Yang Xianyi.

Poésie :
- Paul Demiéville (dir.), Anthologie de la poésie chinoise classique, Paris, Gallimard, 1962, rééd. coll. « Poésie »  — Kouan Han-k'ing, p. 467-469
- Cent poèmes d'amour de la Chine ancienne, trad. André Lévy, Philippe Picquier, 1997, p. 111-114